# Daaf Drok
David Drok (Roterdã, 23 de maio de 1914 - 7 de março de 2002) foi um futebolista neerlandês, que atuava como atacante.

## Carreira
Daaf Drok fez parte do elenco da Seleção Neerlandesa de Futebol que disputou a Copa do Mundo de 1938.

## Ligações Externas
- Perfil em FIFA.com (em inglês)